# فيرناندو أنريك كاردوسو
فيرناندو أنريك كاردوسو (بالبرتغالية: Fernando Henrique Cardoso‏) (من مواليد 18 يونيو 1931)، المعروف أيضًا بالأحرف الأولى من اسمه باللغة الإنجليزية، FHC، عالم اجتماع وأستاذ وسياسي برازيلي شغل منصب رئيس البرازيل الرابع والثلاثين في الفترة الممتدة بين 1 يناير 1995 و 31 ديسمبر 2002. كان كاردوسو أول رئيس برازيلي يُعاد انتخابه لرئاسة البلاد لفترة رئاسية ثانية. حصل كاردوسو، الباحث الضليع بنظرية التبعية والمشهور بأبحاثه المتعلقة بالعبودية والنظرية السياسية، على العديد من الأوسمة والتكريمات بما في ذلك جائزة أميرة أستورياس للتعاون الدولي في عام 2000 وجائزة كلوج من مكتبة الكونغرس الأمريكي في عام 2012.
شغل كاردوسو منصب الرئيس العاشر للرابطة الدولية لعلم الاجتماع بين عامي (1982 – 1986).

## حياته الشخصية والمهنية
تعود أصول كارودوس إلى مجموعة من المهاجرين البرتغاليين، عمل بعضهم سياسيين في عهد إمبراطورية البرازيل. لكاردوسو أيضًا أصول أفريقية من خلال جدة جدته الخلاسية (من طرف والده)، وجدته الكبرى السوداء (من طرف والدته). وصف كاردوسو نفسه بأنه خلاسي بعض الشيء، وزعم بأن لديه «قدم في المطبخ» (مصطلح يُستخدم للإشارة إلى الاسترقاق المنزلي البرازيلي في القرن التاسع عشر). 
وُلد كاردوسو في ريو دي جانيرو، وعاش معظم حياته في مدينة ساو باولو. تزوج كاردوسو عالمة الأنثروبولوجيا روث كاردوسو كورييا ليتي في عام 1953، واستمر زواجهما، الذي أثمر عن إنجاب أربعة أبناء، حتى وفاة روث في 24 يونيو من عام 2008. درس كاردوسو علم الاجتماع، وكان أستاذًا للعلوم السياسية وعلم الاجتماع في جامعة ساو باولو، وشغل منصب الرئيس العاشر للرابطة الدولية لعلم الاجتماع (المعروفة اختصارًا باللغة الإنجليزية ب ISA) بين عامي 1982 و 1986. يشغل كاردوسو أيضًا منصب عضوٍ في هيئة معهد الدراسات المتقدمة بجامعة برينستون البحثية الأمريكية، وحصل على لقب عضو فخري أجنبي في الأكاديمية الأمريكية للفنون والعلوم، وله عدة منشورات ومؤلفات.
شغل كاردوسو منصب مساعد مدير مدرسة الدراسات العليا في العلوم الاجتماعية في باريس لشؤون الدراسات، وعمل أستاذًا زائرًا في مؤسسة كوليج دو فرانس المتخصصة بالبحث العلمي والتعليم العالي في باريس وعمل، في فترة لاحقة من حياته، أستاذًا زائرًا في جامعة غرب باريس نانتير لاديفونس. درّس كاردوسو أيضًا في جامعات بريطانية وأمريكية عديدة، بما في ذلك جامعة كامبريدج، وجامعة ستانفورد، وجامعة براون، وجامعة كاليفورنيا (بركلي). يتقن كاردوسو اللغات البرتغالية والإنجليزية والفرنسية والإسبانية، ويستطيع التعبير عن نفسه بالإيطالية والألمانية. 
بعد وصوله لمنصب رئيس البرازيل، عُين كاردوسو أستاذًا غير متفرغ في معهد واتسون للدراسات الدولية في جامعة براون بعقد مدته خمس سنوات (2003 – 2008)، ويشغل الآن منصب عضو في مجلس المشرفين في المعهد، ومنصب عضوٍ مؤسس في المجلس الاستشاري لمركز جامعة جنوب كاليفورنيا لشؤون الدبلوماسية العامة. في شهر فبراير 2005، ألقى كاردوسو محاضرة كيسنجر السنوية الرابعة حول مواضيع السياسة الخارجية والعلاقات الدولية في مكتبة الكونغرس بالعاصمة الأمريكية واشنطن تحت عنوان «التبعية والتنمية في أمريكا اللاتينية».
في عام 2005، اختارت المجلة البريطانية بروسبيكت فيرناندو أنريك كاردوسو لقائمة أفضل مئة مفكر على قيد الحياة في العالم.

## روابط خارجية
- فيرناندو أنريك كاردوسو على موقع IMDb (الإنجليزية)
- فيرناندو أنريك كاردوسو على موقع الموسوعة البريطانية (الإنجليزية)
- فيرناندو أنريك كاردوسو على موقع مونزينجر (الألمانية)
- فيرناندو أنريك كاردوسو على موقع قاعدة بيانات الفيلم (الإنجليزية)